# 上海法学院
上海法学院，原名上海法科大学，成立于1926年，位于上海江湾路547号，办学宗旨是培养造就政法及财经人才。上海法学院曾开设法律、政治、经济、会计及银行等科系。上海战役后，上海法学院被撤销，分别并入上海财经学院和上海学院等院校。 

## 历任董事长
1. 潘大道
2. 钱新之

## 历任院长
1. 褚辅成
2. 褚凤仪
3. 沈钧儒